# Pål Varhaug
Pål Varhaug (Stavanger, 1991. január 26. –) norvég autóversenyző.

## Eredmények

### Teljes GP3-as eredménylistája
(Táblázat értelmezése)

(Félkövér: pole-pozícióból indult; dőlt: leggyorsabb kört futott) 

| Év   | Csapat            | 1          | 2          | 3          | 4          | 5          | 6          | 7          | 8          | 9          | 10         | 11         | 12         | 13         | 14         | 15         | 16         | 17         | 18        | Helyezés | Pont |
| ---- | ----------------- | ---------- | ---------- | ---------- | ---------- | ---------- | ---------- | ---------- | ---------- | ---------- | ---------- | ---------- | ---------- | ---------- | ---------- | ---------- | ---------- | ---------- | --------- | -------- | ---- |
| 2010 | Jenzer Motorsport | ESP FEA 1  | ESP SPR Ki | TUR FEA 15 | TUR SPR 18 | VAL FEA 11 | VAL SPR 8  | GBR FEA 14 | GBR SPR 9  | GER FEA 12 | GER SPR Ki | HUN FEA 17 | HUN SPR 23 | BEL FEA 15 | BEL SPR 17 | ITA FEA 14 | ITA SPR 19 |            |           | 13.      | 10   |
| 2014 | Jenzer Motorsport | ESP FEA 12 | ESP SPR Ki | AUT FEA 13 | AUT SPR 9  | GBR FEA 11 | GBR SPR Ki | GER FEA 19 | GER SPR Ki | HUN FEA 21 | HUN SPR 14 | BEL FEA 5  | BEL SPR 8  | ITA FEA Ki | ITA SPR 11 | RUS FEA 10 | RUS SPR Ki | ABU FEA 14 | ABU SPR 9 | 17.      | 12   |
| 2015 | Jenzer Motorsport | ESP FEA 21 | ESP SPR 18 | AUT FEA 11 | AUT SPR Ki | GBR FEA 16 | GBR SPR 19 | HUN FEA 9  | HUN SPR 7  | SPA FEA Ki | SPA SPR 10 | MNZ FEA Ki | MNZ SPR 14 | SOC FEA Ki | SOC SPR 14 | BHR FEA Ki | BHR SPR Ki | YMC FEA 11 | YMC SPR 8 | 19.      | 5    |

### Teljes GP2-es eredménylistája
(Táblázat értelmezése)

(Félkövér: pole-pozícióból indult; dőlt: leggyorsabb kört futott) 

| Év   | Csapat            | 1          | 2          | 3          | 4          | 5          | 6          | 7          | 8          | 9          | 10         | 11         | 12         | 13         | 14         | 15         | 16         | 17         | 18         | 19      | 20      | 21      | 22      | Helyezés | Pont |
| ---- | ----------------- | ---------- | ---------- | ---------- | ---------- | ---------- | ---------- | ---------- | ---------- | ---------- | ---------- | ---------- | ---------- | ---------- | ---------- | ---------- | ---------- | ---------- | ---------- | ------- | ------- | ------- | ------- | -------- | ---- |
| 2011 | DAMS              | IST FEA 18 | IST SPR 21 | CAT FEA 15 | CAT SPR 8  | MON FEA Ki | MON SPR 21 | VAL FEA 13 | VAL SPR 10 | SIL FEA 16 | SIL SPR 23 | NÜR FEA Ki | NÜR SPR 17 | HUN FEA 13 | HUN SPR Ki | SPA FEA 13 | SPA SPR 18 | MNZ FEA 11 | MNZ SPR 10 |         |         |         |         | 23.      | 0    |
| 2013 | Hilmer Motorsport | SEP FEA 15 | SEP SPR 19 | BHR FEA Ki | BHR SPR 21 | CAT FEA    | CAT SPR    | MON FEA    | MON SPR    | SIL FEA    | SIL SPR    | HOC FEA    | HOC SPR    | HUN FEA    | HUN SPR    | SPA FEA    | SPA SPR    | MNZ FEA    | MNZ SPR    | MRN FEA | MRN SPR | YMC FEA | YMC SPR | 31.      | 0    |

### Teljes GP2 Asia Series eredménysorozata
| Év   | Csapat | 1          | 2          | 3          | 4         | Helyezés | Pont |
| ---- | ------ | ---------- | ---------- | ---------- | --------- | -------- | ---- |
| 2011 | DAMS   | YMC FEA Ki | YMC SPR 20 | IMO FEA 14 | IMO SPR 6 | 13.      | 1    |

### Teljes Auto GP eredménysorozata
| Év   | Csapat      | 1       | 2       | 3       | 4       | 5       | 6       | 7       | 8       | 9       | 10       | 11      | 12      | 13    | 14      | 15    | 16    | Helyezés | Pont |
| ---- | ----------- | ------- | ------- | ------- | ------- | ------- | ------- | ------- | ------- | ------- | -------- | ------- | ------- | ----- | ------- | ----- | ----- | -------- | ---- |
| 2012 | Virtuosi UK | MNZ 1 2 | MNZ 2 1 | VAL 1 3 | VAL 2 8 | MAR 1 3 | MAR 2 7 | HUN 1 5 | HUN 2 1 | ALG 1 2 | ALG 2 Ki | CUR 1 2 | CUR 2 5 | SON 1 | SON 2 5 |       |       | 2.       | 183  |
| 2014 | Virtuosi UK | MAR 1   | MAR 2   | LEC 1   | LEC 2   | HUN 1   | HUN 2   | MNZ 1   | MNZ 2   | IMO 1 4 | IMO 2 3  | RBR 1   | RBR 2   | NÜR 1 | NÜR 2   | EST 1 | EST 2 | 15.      | 24   |